# Voglmühle (Tiefenbach)
Voglmühle ist ein amtlich benannter Gemeindeteil von Tiefenbach im Oberpfälzer Landkreis Cham in Bayern.

## Geographische Lage
Die Einöde Voglmühle liegt etwa 1,5 Kilometer südöstlich von Tiefenbach, 450 Meter nordöstlich der Staatsstraße 2400 und 200 Meter südwestlich von Michelsthal. Die Voglmühle liegt an einem namenlosen Bach (GEWKZ 146272), der auf 611 Meter Höhe 540 Meter südöstlich von Hoffeld entspringt, dann Richtung Südosten fließt, bei der Staatsstraße 2400 die Ortschaft Fahrenweiher  mit dem gleichnamigen Weiher passiert, 60 Meter westlich an der Voglmühle vorbeifließt und schließlich 300 Meter südlich von Michelsthal in die Bayerische Schwarzach mündet.

## Geschichte
1582, 1646, 1780 wurde Voglmühle als zum Pfarrbezirk Tiefenbach gehörig aufgeführt. Ende des 18. Jahrhunderts gehörte die Einöde Voglmühle zum Landkreis Waldmünchen und zur Herrschaft Tiefenbach, deren Inhaber die Familie Reisach war. 1792 gehörte Voglmühle mit einem Anwesen zur Herrschaft Tiefenbach, die auch als Hofmark Altenschneeberg bezeichnet wurde.
1808 wurden in Bayern Steuerdistrikte gebildet. Dabei kam Voglmühle zum Steuerdistrikt Tiefenbach. Der Steuerdistrikt Tiefenbach war geteilt in Tiefenbach A und Tiefenbach B. Tiefenbach A bestand aus Tiefenbach, Altenschneeberg, Hoffeld, Hammertiefenbach, Abdeckerei, Hammermühle und Voglmühle. Tiefenbach B bestand aus Heinrichskirchen, Haag und Irlach.
1809 gehörte Voglmühle mit 9 Einwohnern zur Pfarrei Tiefenbach. Die Einöde Voglmühle mit einer Familie gehörte 1818 zur patrimonialgerichtlichen Ruralgemeinde Tiefenbach. Voglmühle wurde 1845 in einer Beschreibung von Tiefenbach mit einem Haus und 10 Einwohnern erwähnt. Zum Stichtag 23. März 1913 (Osterfest) wurde Voglmühle als Teil der Pfarrei Tiefenbach mit einem Haus und neun Einwohnern aufgeführt. Am 31. Dezember 1990 wurde Voglmühle noch mit 8 Einwohnern erwähnt.

## Einwohnerentwicklung ab 1818
| Jahr | Einwohner | Gebäude |
| ---- | --------- | ------- |
| 1818 | 1 Familie | k. A.   |
| 1838 | 11        | 1       |
| 1864 | 6         | 4       |
| 1875 | 8         | 4       |
| 1885 | 9         | 1       |
| 1900 | 36        | 3       |
| 1913 | 9         | 1       |

| Jahr | Einwohner | Gebäude |
| ---- | --------- | ------- |
| 1925 | 11        | 1       |
| 1950 | 3         | 1       |
| 1961 | 5         | 1       |
| 1970 | 3         | 1       |
| 1987 | 8         | 1       |
| 1990 | 8         | 1       |
| 2011 | 0         | 1       |